# Deche

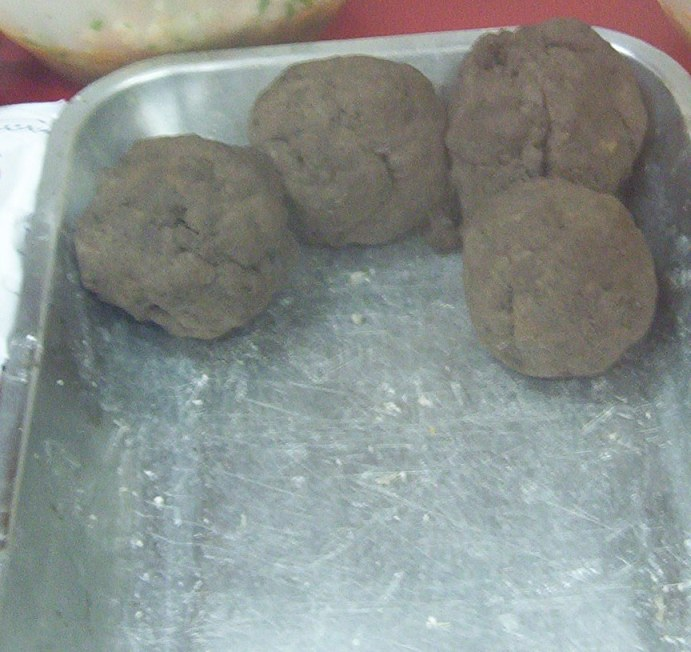
Bolas de papas ralladas y exprimidas, materia prima para el deche.

El deche es un subproducto de la papa y el tipo de harina mezclada con trigo que con él se fabricaba y consumía en Chiloé (Chile) hasta mediados del siglo XX.

## Preparación
Las materias primas para la preparación del deche eran granos de trigo y los restos de papas ralladas y exprimidas, que podían ser tanto subproducto de otras tareas como el objetivo principal de la faena
Las papas se molían en una ralla manual, hecha tradicionalmente de una piedra pómez con una de sus caras planas y luego se exprimían dentro de un paño para extraerles la mayor cantidad posible de agua y lío (el chuño o fécula). El producto resultante de este colado es una sustancia pastosa y seca, de color oscuro a causa de la oxidación. A ese deche se le daba forma de bola de alrededor de 200 g de peso y se dejaba secando por unos meses sobre el collín, un enrejado de quila que cuelga sobre los fogones para secar alimentos al humo. 

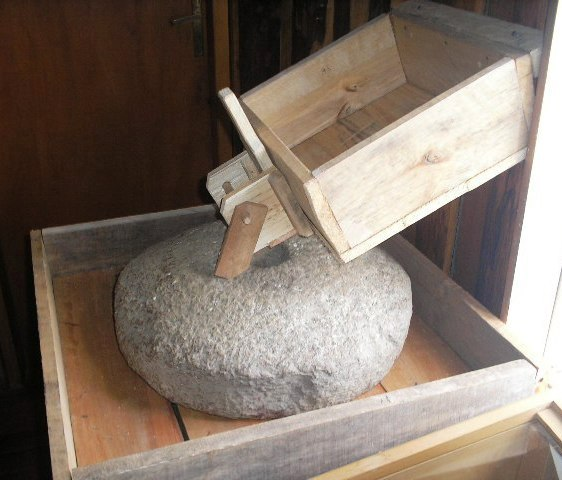
Parte superior de un molino chilote, máquina empleada tradicionalmente para la confección de este alimento.

Pasado el tiempo necesario para que el deche se deshidrate, se le quitaba la costra de humo y luego se lo despedazaba a martillazos, porque a esas alturas se había transformado en una bola compacta. Una vez reducido a trozos pequeños era mezclado con trigo y llevado al molino para convertirlo en harina. 

## Usos
Esta harina de deche, llamada también erengo (del mapudungun: rüngo ‘harina’), era el ingrediente base de los huilquemes, una masa hervida que se consumía con aderezos dulces (miel) o salados (chicharrones, llides o manteca negra). También se usaba para hacer pan u otras recetas al horno.

## Desaparición
Las causas de la disminución paulatina en la preparación y consumo de deche a partir de mediados del siglo XX pueden rastrearse en la desaparición del fogón de las cocinas y su reemplazo por la estufa a leña junto con cambios en los hábitos alimentarios y en la práctica de la agricultura de subsistencia. Los fogones fueron relegados a habitaciones especiales de uso restringido para ahumar pescados y otros alimentos y dejaron de estar encendidos todo el día. De este modo el tiempo necesario para ahumar deche se hacía considerablemente más largo. Posteriormente comenzaron a desaparecer los molinos de agua tradicionales con la llegada de harina blanca en mayor abundancia y a un precio alcanzable. Por lo anterior y por el auge de la salmonicultura, también se abandonó el cultivo del trigo e incluso el de la papa perdió protagonismo.